# Joannes Arnold van de Wal
Joannes Arnold van de Wal of Vandewal (Bree, 30 januari 1749 - Kleine-Brogel, 21 september 1789) staat beter bekend onder de bijnaam Nolleke van Geleen.
Hij was de zoon van Joannes van de Wal (Geleen) en Elisabeth Willox (Neeroeteren). Op 9 september 1770 huwde Arnold met Barbara (Berbke) Baggen. Arnold van de Wal en Barbara Baggen kregen zes kinderen. 
Arnold werd kapitein van de Bokkenrijders in Bree in 1782 en ging verder onder de naam Nolleke van Geleen. Onder zijn leiding werden diverse inbraken gepleegd en brandbrieven gelegd. Nolleke van Geleen werd op 9 juli 1789 aangehouden op bevel van luitenant-drossaard Van de Cruys. Op 21 september 1789 werd hij opgehangen. Barbara Baggen werd later opgepakt en op 7 januari 1790 opgehangen.